# Felipe Seymour
Felipe Ignacio Seymour Dobud (Lo Espejo, Santiago, 23 de julio de 1987) es un exfutbolista chileno que se desempeñaba como mediocampista defensivo. 

## Trayectoria

### Inicios
Inició su carrera en los cadetes de Universidad de Chile a los 17 años. Sin embargo, se dio a conocer públicamente el año 2005, en un Reality Busca talentos organizado por Adidas y transmitido en Chile por la Cadena Fox Sports. 
Ese reality se llamó “Adidas Selection Team” y reunió jugadores de las serie menores de varios equipos profesionales de Chile, en un cuadro que jugaba contra colegios de la Región Metropolitana de Santiago. 

### Universidad de Chile

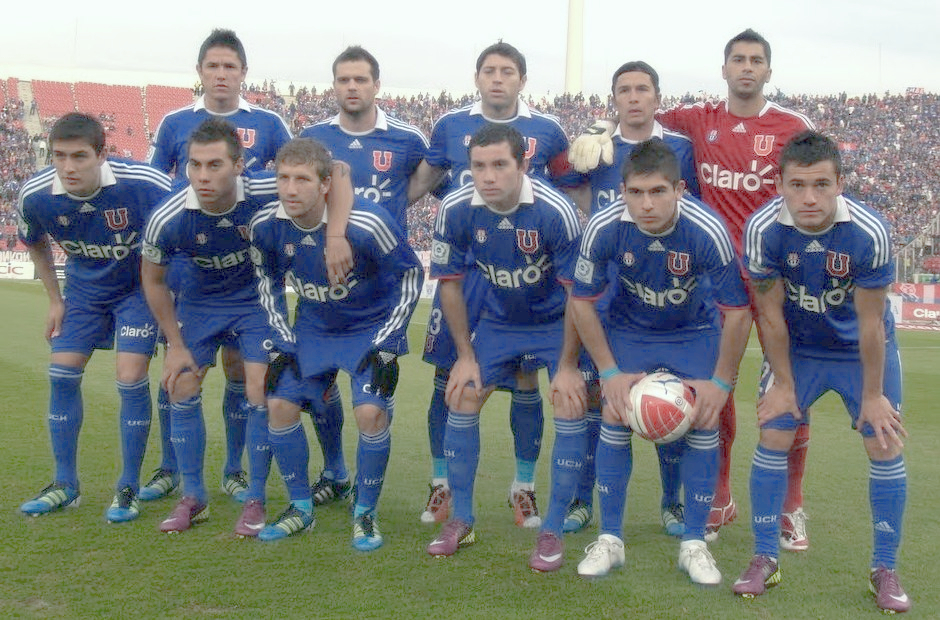
Seymour (tercero de abajo, de derecha a izquierda) durante su primer paso por la Universidad de Chile.

Su debut profesional se produjo el 23 de julio de 2006 justo en su cumpleaños número 19 contra Palestino por la Fecha 2 del Torneo de Apertura. Bajo la dirección de Arturo Salah, fue más considerado y estuvo en el banquillo para la mayoría de los partidos, pero el 21 de octubre de 2007 ingresó desde el banco en su primer superclásico del fútbol chileno contra Colo-Colo (2-2). En 2008, su estatus como alternativa no varió, en el Torneo de Apertura solo jugó en cinco partidos. Por la Copa Chile 2008-09, jugó en la derrota por 1-0 contra Santiago Wanderers en Valparaíso.
Después de la renuncia de Arturo Salah y el arribo de Sergio Markarián, tuvo mayor continuidad en el equipo titular de Universidad de Chile, participando tanto en Campeonato Nacional como en la Copa Libertadores de América, destacando su presencia como titular en los dos partidos contra Unión Española en la final del Torneo de Apertura 2009 donde en especial el segundo partido fue uno de los destacados del equipo. Luego con la llegada de José Basualdo, fue titular indiscutido, fue el jugador que jugó más minutos en el primer equipo y uno de los más destacados del equipo chileno en la Copa Sudamericana 2009 según los comentaristas de Fox Sports. El 31 de octubre de 2009 marcó su primer gol como profesional en la caída 2-3 contra la Universidad Católica por el Torneo de Clausura de ese mismo año.
El 17 de marzo de 2010 marcó el gol que le dio el triunfo a su equipo en el minuto 54' ante el Flamengo de Brasil, por la 3º fecha del Grupo 8 de la Copa Libertadores ante 33.000 personas en el Monumental, estadio del clásico rival, Colo-Colo. Más tarde, en octavos de final, llegaría a ser decisivo, al anotar el gol del empate ante Alianza Lima, que le permitió a la Universidad de Chile pasar a la siguiente fase del certamen. En cuartos de final, sería fundamental en el rendimiento del equipo en los dos partidos contra Flamengo, principalmente por su labor ofensiva desde el mediocampo. Los resultados favorecieron a la U, y la ubicaron entre los mejores cuatro equipos de Sudamérica, permitiéndole disputar una histórica semifinal contra Chivas de Guadalajara; ocasión en que fue derrotada por una ventaja de dos goles.
Durante el año 2011 tuvo una destacada participación defendiendo a la U, siendo pilar fundamental en el equipo que obtendría la estrella número 14 para los azules, luego de vencer en la final del Torneo de Apertura a la Universidad Católica en una llave que solo se cerró en la final de vuelta, cuando los azules revirtieron un 2-0 obtenido en el partido de ida. La final de vuelta fue triunfo para los azules por 4-1 dando así la vuelta olímpica.

### Genoa CFC
En mayo de 2011, la Universidad de Chile recibe una oferta de $2,1 millones de dólares por Seymour, proveniente del club Genoa CFC de la Serie A de Italia, la cual fue aceptada, partiendo el jugador a Europa una vez finalizado el Torneo Apertura 2011 chileno, teniendo un contrato por 4 temporadas.
Debutó oficialmente con el club italiano el 20 de agosto de 2011 en un partido entre su equipo y el Nocerina por la Copa Italia jugando los últimos 17 minutos, partido que acabaría 4-3 a favor de su equipo. Hizo su debut en el campeonato italiano el 11 de septiembre de 2011, ingresando al minuto 64 por Kevin Constant en la igualdad 2-2 contra el Atalanta. Realizó 12 apariciones (6 de titular) por Serie A en sus primeros 5 meses en el club, antes de ser cedido al Catania por el resto de la temporada 2011-12.

### Catania
El 31 de enero de 2012 fue cedido por 6 meses al Calcio Catania, también de la Serie A. Tras ir al banco de suplentes en su primera convocatoria, debuta con su nuevo equipo el 18 de febrero de 2012, por la fecha 24° de la Serie A 2011-12, ingresando a los 71' en reemplazo de Alejandro Papu Gómez, duelo en que su escuadra caería derrotada por 1-3 de visitante contra Juventus de Turín.
El 21 de abril de 2012, marca su primer y único gol con el club en la victoria por 2 a 0 frente a Atalanta, a los 85' de juego, por la fecha 34° de la temporada. Tras disputar 13 partidos de Serie A y tener una buena actuación en Catania, retorna a Genoa CFC tras finalizar su cesión.

### Genoa CFC
Su redebut en el cuadro genovés se produce el 26 de agosto de 2012, por la 1° fecha de la Serie A 2012-13, en la victoria 2-0 de su equipo sobre el Cagliari, encuentro en el cual disputó 67'.
En esta segunda etapa en Genoa alcanza un mejor rendimiento personal. Sin embargo, el cambio de entrenador y una lesión le hacen perder la titularidad que había logrado. Debido a esto, en enero de 2013, nuevamente es enviado a préstamo, esta vez al Chievo Verona, por seis meses.

### Chievo Verona
El 23 de enero de 2013 es presentado por el Chievo Verona como nuevo refuerzo del mercado de invierno, en calidad de cedido desde Genoa, para la segunda rueda de la Serie A 2012-13 de Italia. Su debut se produjo tres días más tarde, por la jornada 22 de la Serie A 2012-13, visitando a Lazio en el Estadio Olímpico de Roma, encuentro que terminaría en victoria 0-1 de su escuadra. En dicho partido, ingresaría a los 68' en reemplazo de Roberto Guana, con el dorsal número 7 en su espalda.
No obstante, su estadía en Verona no fue la esperada, puesto que sólo disputó 7 encuentros, contabilizando un total de 359 minutos en los seis meses que permaneció en el club, regresando al finalizar la temporada al club dueño de su pase, Genoa.

### Spezia Calcio
Tras no ser considerado en su retorno a Genoa, a mediados de 2013 es enviado a préstamo al Spezia Calcio de la Serie B de Italia. Debuta el 7 de septiembre de 2013, en la derrota de su escuadra por 0-2 en calidad de local ante Carpi por la 3.ª fecha. Fue un partido ingrato para Seymour -quien ingresó a los 79' de juego con la número 17 en su espalda-, puesto que fue expulsado con tarjeta roja directa finalizando el compromiso.
El 15 de febrero de 2014 marcó su primer y único gol en el equipo Aquilotti en la victoria 3-1 sobre Crotone por la fecha 25 de la Serie B. Durante la Serie B 2013-14, disputó 29 partidos por liga, estando presente 2061 minutos en cancha, sumado a otros dos encuentros de Copa Italia en los que fue titular y disputó los 90'. Su buen desempeño a lo largo de los 31 encuentros que disputó lo hicieron ser elegido por los hinchas del club como el mejor jugador del equipo en la temporada 2013-2014 de la Serie B italiana, quienes iniciaron una campaña en redes sociales para que continuara otra temporada en el club.
Tras su paso por Spezia, una rebelde lesión lo alejó durante nueve meses de las canchas, habiendo disputado su último encuentro oficial el 17 de mayo de 2014, ingresando a los 86 minutos de juego, en el empate 2-2 en condición de visitante de Spezia ante Virtus Lanciano, para reaparecer recién el 11 de febrero de 2015, en su debut por su nuevo equipo, Cruzeiro de Brasil.

### Cruzeiro
Tras dejar Europa en busca de nuevas oportunidades y con la idea de retomar la regularidad que alcanzó en la Serie B italiana, en diciembre de 2014 fue oficializado como nuevo refuerzo del Cruzeiro de Brasil, actual campeón del fútbol brasileño y al que llegó como jugador libre, tras haber finalizado su contrato con Genoa. Su presentación con el cuadro de Belo Horizonte tuvo lugar el 14 de enero de 2015, junto a los nuevos refuerzos del club para la temporada entrante.
Lamentablemente, nunca pudo consolidarse como titular. Por el contrario, sólo logró disputar dos partidos durante su primer semestre en Brasil: en su debut, el 11 de febrero de 2015, encuentro en el cual ingresó al campo de juego a los 46' y donde Cruzeiro visitó a Guaraní por la 3° fecha del Campeonato Mineiro 2015; y luego ingresando a los 78', en la victoria 3-0 de su equipo ante Mineros de Guayana de Venezuela, por la 4° fecha del Grupo 3 de la Copa Libertadores 2015. Después de eso, no volvió a disputar un partido oficial por Cruzeiro, marchándose del club en agosto de 2015, con escasos 61 minutos jugados, otros 6 partidos en los cuales se mantuvo en el banquillo de suplentes sin ingresar, y sin siquiera haber debutado en el Brasileirao 2015.

### Vasco da Gama
Tras su triste paso por Cruzeiro, el 14 de agosto de 2015 es presentado oficialmente como nuevo refuerzo de Vasco da Gama, para afrontar la segunda mitad del año. Sin embargo, su suerte no cambiaría. Todo lo contrario, sería aún peor, ya que sólo disputó 33 minutos la tarde del 5 de septiembre de 2015, ingresando desde la banca en la derrota de su equipo en condición de local frente a Atlético Mineiro por la jornada 23 del Brasileirao 2015. Este sería a la postre el único partido que jugaría en el conjunto de Río de Janeiro durante los pocos meses que permaneció en el club.
Las constantes lesiones fueron el principal obstáculo que debió afrontar en su estadía en Brasil. Nunca le permitieron tener la regularidad deseada y se vio obligado a tomar la drástica decisión de alejarse de las canchas hasta no encontrar su plenitud física.

### Unión Española
Luego de desvincularse de Vasco da Gama en septiembre de 2015, se mantuvo entrenando por su cuenta a la espera de una nueva oportunidad para retomar su carrera. Ésta llegó en mayo de 2016, cuando se confirma su fichaje por Unión Española, cuadro que se encontraba realizando la pretemporada a cargo del entrenador argentino Martín Palermo, quien mostró interés en su llegada.
Debutó oficialmente en el cuadro hispano el 31 de julio de 2016, en la victoria 1-2 de su nuevo equipo, quien visitaba a Colo-Colo por la 1° fecha del Torneo Apertura de dicho año. En aquel duelo, fue titular y jugó los 90', luego de prácticamente un año sin disputar un encuentro oficial. Con el correr de los partidos, fue encontrando la regularidad, recibiendo buenas críticas de la prensa y de los hinchas. Se convirtió en un jugador clave en la oncena titular de un equipo que peleó hasta el final por el título, el cual finalmente obtendría la Universidad Católica, quedando Unión Española en tercer lugar, por detrás de Deportes Iquique.
Su buen desempeño en el torneo local fue vital para la clasificación del equipo a la Copa Libertadores 2017, certamen en el cual debían afrontar dos rondas previas para poder meterse en el Grupo 2, al cual ya se encontraban clasificados Santos de Brasil, Independiente Santa Fe de Colombia y Sporting Cristal de Perú. Comenzaron jugando en segunda fase, instancia en que se enfrentaron a Atlético Cerro de Uruguay. En el partido de ida, jugado el 31 de enero de 2017 en Montevideo, vencieron por 2-3 a sus rivales; mientras que en la vuelta, disputada el 7 de febrero en el Estadio Santa Laura, se impusieron con un categórico 2-0, logrando avanzar en la Copa. En ambos duelos, fue titular y disputó los 90'. Ya en tercera fase, Unión Española debió enfrentar al The Strongest de Bolivia. En el partido de ida, no pudo estar presente debido a una dolencia muscular, viendo desde la tribuna el empate 1-1 con que finalizó dicho encuentro. Para la vuelta, el jugador fue de la partida, jugó todo el encuentro y recibió tarjeta amarilla a los 68' de juego, en la derrota por 5-0 de su equipo en el Estadio Hernando Siles de La Paz, resultado que los dejó eliminados de la copa, sin posibilidades de acceder a la fase de grupos del certamen.

### Regreso a la Universidad de Chile

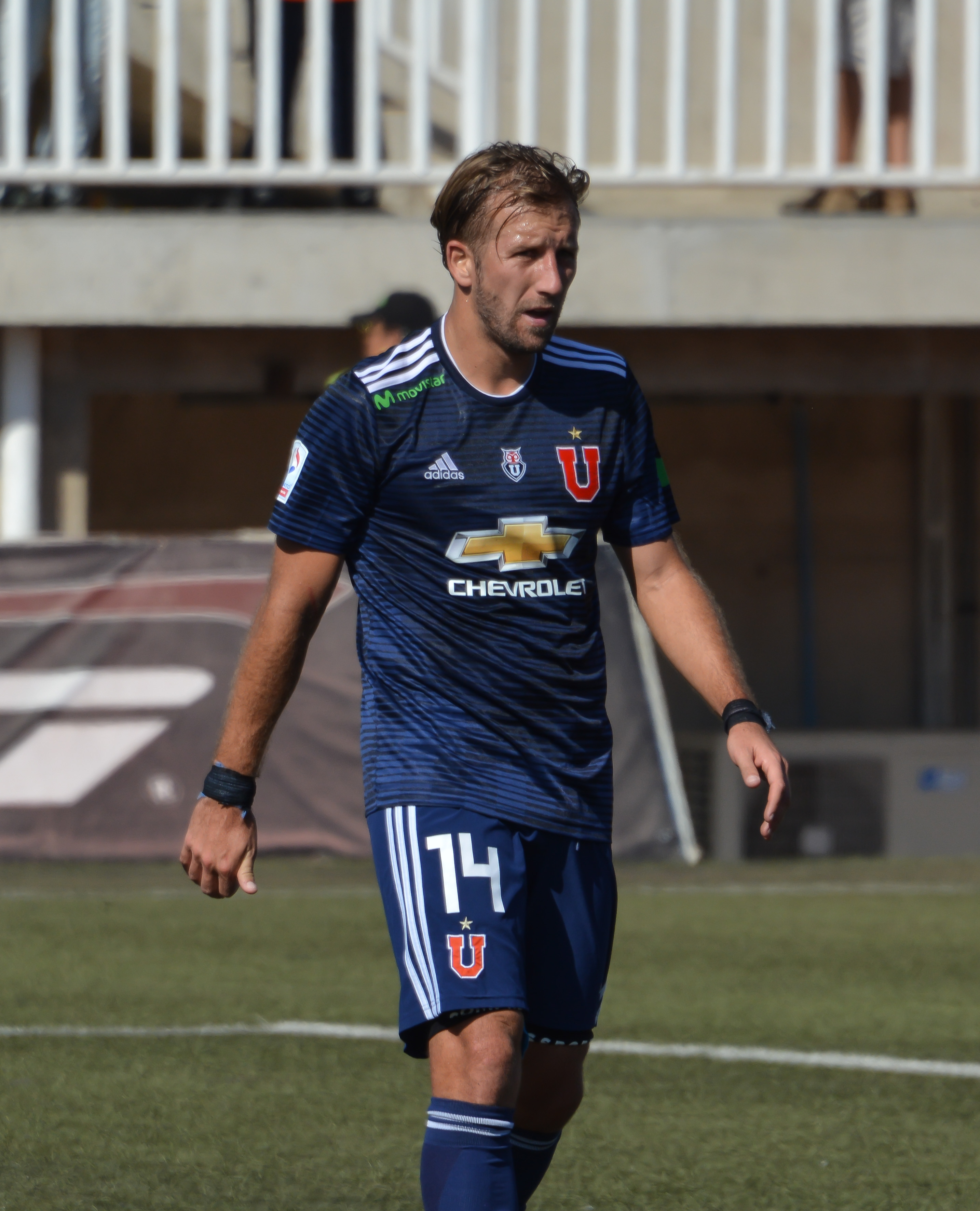
Seymour en su segundo paso por Universidad de Chile.

Tras finalizar su vínculo con Unión Española, el 6 de julio de 2017 firmó por 1 temporada y media con la Universidad de Chile, regresando a su club formador tras 6 años. Redebutó con los azules un par de semanas después el 22 de julio, ingresando al minuto 81' por Francisco Arancibia en la victoria 2-0 sobre Ñublense de Chillán por los octavos de final de la Copa Chile 2017. El 20 de agosto marcó su primer gol tras su regreso y fue al minuto 10 del duelo contra Huachipato por la cuarta fecha del Torneo de Transición 2017 tras un rebote del meta Carlos Lampe, el volante solo la empujó para marcar el momentáneo 1-0, saldría al minuto 74 por Isaac Díaz bajo una ovación de su hinchada en el Nacional, finalmente los azules ganaron por 3-2.
El 11 de noviembre se disputó la final de la Copa Chile 2017 entre la Universidad de Chile y Santiago Wanderers en el Estadio Municipal Alcaldesa Ester Roa Rebolledo de Concepción, los azules caerían por 3-1 en un partido donde Seymour solo fue alternativa y no ingresó. En el último partido del Transición 2017 la U venció de local por la cuenta mínima Deportes Iquique (Seymour jugó los primeros 56'), pero no les alcanzó para salir campeón, debido a la victorias de Colo-Colo sobre Huachipato por 3-0 y de Unión Española sobre Everton de Viña del Mar por 2-0, obteniendo el tercer lugar del torneo.
A pesar de eso, clasificaron a la Copa Libertadores 2018 tras haber salido campeón del Clausura 2017. Quedaron situados en el Grupo E con Racing Club de Argentina y Cruzeiro y Vasco da Gama de Brasil. Debutaron el 13 de marzo de 2018 contra Vasco en logrando un valioso triunfo 1-0 con gol de Ángelo Araos, partido en el cual jugó hasta los 84' minutos. Después empataron con Racing y Cruzeiro de local y en la vuelta en Brasil con Cruzeiro sufrieron una histórica goleada por 7-0, en los 3 partidos Seymour fue alternativa y no ingresó. Por la quinta fecha jugaron con Racing y cayeron de visitante por la cuenta mínima, -ingresó por Gustavo Lorenzetti-, y en la última fecha fueron eliminados al caer por 0-2 contra Vasco da Gama en el Estadio Nacional Julio Martínez Pradanos (Seymour jugó todo el partido). El 26 de mayo marcó el único tanto en la victoria por la cuenta mínima sobre Huachipato en Talcahuano por la fecha 15 del Torneo Nacional 2018.

### Segunda etapa en Unión Española
Tras no renovar con la U, el 1 de febrero de 2019 se confirma su regreso a Unión Española. El primer partido que jugó en su retorno con Unión Española fue el día 2 de marzo de 2019 contra Club Deportivo Palestino entrando el minuto 69. Seymour jugó todos los partidos para la ronda eliminatoria de la Copa Sudamericana, quedando en la segunda ronda, en la derrota contra Club Sporting Cristal. En sus últimos meses en el conjunto hispano,  tuvo una seguidilla de partidos con poca participación. Finalmente dejó a la Unión Española a principios del año 2020.

### Unión La Calera
Luego de casi 1 año en Unión Española, ficharía por Unión La Calera en enero de 2020. Su debut fue el día 25 de enero, en la victoria 2-1 contra O'Higgins. Luego de jugar su segundo partido contra Unión Española, tuvo una lesión muscular que lo tuvo alejado de las canchas por casi un mes, perdiendo la posibilidad de jugar el partido de vuelta de la primera ronda contra Fluminense Football Club por la Copa Sudamericana, Unión La Calera consiguió pasar de ronda. Participó en esa campaña del equipo Cementero en Copa Sudamericana, llegando a jugar de titular en todos los partidos donde fue convocado, finalmente Unión La Calera terminaría eliminado mediante los penales contra Junior de Barranquilla, en los octavos de final.
Jugó de titular en la mayoría de partidos del Campeonato Nacional, en el equipo de Juan Pablo Vojvoda terminando el campeonato en el segundo lugar y clasificando a Unión La Calera por primera vez a la Copa Libertadores de América. Luego de haber jugado 21 partidos de titular y dando 3 asistencias para su equipo en Primera División, dejó a Unión La Calera y fichando por O'Higgins de Rancagua.

### O'Higgins
Después de una corta estadía en Unión La Calera, en marzo de 2021 se anunciaría su fichaje por O'Higgins. El día 11 de abril de 2021 jugaría su primer partido con el conjunto dirigido por Dalcio Giovagnoli.

### Tercera etapa en Universidad de Chile
En diciembre de 2021, se confirma un nuevo regreso a Universidad de Chile. a pesar de versiones que indicaban que no encajaba en el proyecto del gerente deportivo Luis Roggiero. Como capitán del conjunto azul, ha sido constantemente criticado por su rendimiento por los hinchas azules.

## Selección nacional

### Selección sub-23
Fue seleccionado nacional sub-23 para disputar un torneo en Kuala Lumpur, Malasia, y para un campeonato frente a selecciones oceánicas.

### Selección adulta
Ha disputado 6 encuentros con la selección adulta. El 31 de marzo de 2010, hizo su debut jugando 90 minutos en un partido amistoso contra Venezuela, disputado en Temuco que terminó en igualdad 0-0.
En 2011, fue convocado para un amistoso jugado el 22 de enero ante Estados Unidos, donde ingresó a los 46' por Luis Pedro Figueroa y asistió a Esteban Paredes para anotar el único gol de Chile. El partido terminaría con un resultado final de 1 a 1, en el último partido de Marcelo Bielsa al mando de la selección chilena. Durante el mismo año, y con Claudio Borghi como entrenador, fue convocado y jugó en los amistosos contra Francia -reemplazando a Gary Medel-, España -ingresando por Eduardo Vargas-, y siendo titular ante México, para luego dejar su lugar a Jean Beausejour.
Luego sería nominado para la doble fecha clasificatoria de octubre de 2011 ante Argentina y Perú, aunque no vio acción en ninguno de los duelos. El 12 de octubre de 2012 disputó 68' en la derrota 3-1 de Chile en su visita a Ecuador saliendo por Mark González, por la fecha 9 de las Clasificatorias Sudamericanas rumbo a Brasil 2014. En el partido siguiente, disputado cuatro días más tarde ante Argentina en el Estadio Nacional y donde su selección caería por 1-2, fue suplente y no ingresó.
Su última citación fue bajo la dirección técnica del argentino Jorge Sampaoli, para el amistoso ante la selección de Egipto, disputado el 6 de febrero de 2013 en el Estadio Vicente Calderón de Madrid, con victoria para su país por 2-1, en el cual fue suplente y tampoco ingresó.

### Participaciones en Clasificatorias a Copas del Mundo
| Eliminatorias             | País   | Resultado   | Posición | Partidos | Goles |
| ------------------------- | ------ | ----------- | -------- | -------- | ----- |
| Eliminatorias Brasil 2014 | Brasil | Clasificado | 3.º      | 1        | 0     |

### Partidos internacionales
Actualizado hasta el 12 de octubre de 2012.
| \| N.º \| Fecha \| Estadio \| Local \| Resultado \| Visitante \| Goles \| Competición \| \| ----- \| ----------------------- \| ------------------------------------------------- \| -------------- \| --------- \| --------- \| ----- \| ----------------------------- \| \| 1 \| 31 de marzo de 2010 \| Estadio Bicentenario Germán Becker, Temuco, Chile \| Chile \| 0-0 \| Venezuela \| \| Amistoso \| \| 2 \| 22 de enero de 2011 \| The Home Depot Center, Carson, Estados Unidos \| Estados Unidos \| 1-1 \| Chile \| \| Amistoso \| \| 3 \| 10 de agosto de 2011 \| Stade de la Mosson, Montpellier, Francia \| Francia \| 1-1 \| Chile \| \| Amistoso \| \| 4 \| 2 de septiembre de 2011 \| AFG Arena, San Galo, Suiza \| España \| 3-2 \| Chile \| \| Amistoso \| \| 5 \| 4 de septiembre de 2011 \| Estadio Cornellà-El Prat, Barcelona, España \| Chile \| 0-1 \| México \| \| Amistoso \| \| 6 \| 12 de octubre de 2012 \| Estadio Olímpico Atahualpa, Quito, Ecuador \| Ecuador \| 3-1 \| Chile \| \| Clasificatorias a Brasil 2014 \| \| Total \| \| \| Presencias \| 6 \| Goles \| 0 \| \| |                         |                                                   |                |           |           |       |                               |
| N.º | Fecha                   | Estadio                                           | Local          | Resultado | Visitante | Goles | Competición                   |
| 1 | 31 de marzo de 2010     | Estadio Bicentenario Germán Becker, Temuco, Chile | Chile          | 0-0       | Venezuela |       | Amistoso                      |
| 2 | 22 de enero de 2011     | The Home Depot Center, Carson, Estados Unidos     | Estados Unidos | 1-1       | Chile     |       | Amistoso                      |
| 3 | 10 de agosto de 2011    | Stade de la Mosson, Montpellier, Francia          | Francia        | 1-1       | Chile     |       | Amistoso                      |
| 4 | 2 de septiembre de 2011 | AFG Arena, San Galo, Suiza                        | España         | 3-2       | Chile     |       | Amistoso                      |
| 5 | 4 de septiembre de 2011 | Estadio Cornellà-El Prat, Barcelona, España       | Chile          | 0-1       | México    |       | Amistoso                      |
| 6 | 12 de octubre de 2012   | Estadio Olímpico Atahualpa, Quito, Ecuador        | Ecuador        | 3-1       | Chile     |       | Clasificatorias a Brasil 2014 |
| Total |                         |                                                   | Presencias     | 6         | Goles     | 0     |                               |

## Participaciones internacionales
| Club                         | Año  | Competencia                         | Resultado                         |
| ---------------------------- | ---- | ----------------------------------- | --------------------------------- |
| Universidad de Chile · Chile | 2009 | Copa Libertadores Copa Sudamericana | Octavos de final Cuartos de final |
| Universidad de Chile · Chile | 2010 | Copa Libertadores Copa Sudamericana | Semifinales Primera Fase          |
| Cruzeiro · Brasil            | 2015 | Copa Libertadores                   | Cuartos de final                  |
| Unión Española · Chile       | 2017 | Copa Libertadores                   | Tercera Fase                      |
| Universidad de Chile · Chile | 2018 | Copa Libertadores                   | Fase de grupos                    |
| Unión Española · Chile       | 2019 | Copa Sudamericana                   | Segunda Fase                      |
| Unión La Calera · Chile      | 2020 | Copa Sudamericana                   | Octavos de final                  |

| Universidad de Chile | 2 | 1 | Flamengo     | Santiago, Chile | Estadio Monumental | 17 de marzo de 2010 | Copa Libertadores 2010 | Anotado |
| Universidad de Chile | 2 | 2 | Alianza Lima | Santiago, Chile | Estadio Monumental | 6 de mayo de 2010   | Copa Libertadores 2010 | Anotado |

## Estadísticas
| Club                         | Div.          | Temporada     | Liga  | Liga  | Copas nacionales | Copas nacionales | Torneos internacionales | Torneos internacionales | Total | Total |
| Club                         | Div.          | Temporada     | Part. | Goles | Part.            | Goles            | Part.                   | Goles                   | Part. | Goles |
| ---------------------------- | ------------- | ------------- | ----- | ----- | ---------------- | ---------------- | ----------------------- | ----------------------- | ----- | ----- |
| Universidad de Chile · Chile | 1.ª           | 2006          | 2     | 0     | —                | —                | —                       | —                       | 2     | 0     |
| Universidad de Chile · Chile | 1.ª           | 2007          | 7     | 0     | —                | —                | —                       | —                       | 7     | 0     |
| Universidad de Chile · Chile | 1.ª           | 2008          | 5     | 0     | 1                | 0                | —                       | —                       | 6     | 0     |
| Universidad de Chile · Chile | 1.ª           | 2009          | 31    | 1     | —                | —                | 13                      | 0                       | 44    | 1     |
| Universidad de Chile · Chile | 1.ª           | 2010          | 28    | 1     | —                | —                | 14                      | 2                       | 42    | 3     |
| Universidad de Chile · Chile | 1.ª           | 2011          | 20    | 0     | —                | —                | —                       | —                       | 20    | 0     |
| Genoa · Italia               | 1.ª           | 2011-12       | 12    | 0     | 3                | 0                | —                       | —                       | 15    | 0     |
| Genoa · Italia               | 1.ª           | 2012-13       | 15    | 0     | 1                | 0                | —                       | —                       | 16    | 0     |
| Genoa · Italia               | Total club    | Total club    | 27    | 0     | 4                | 0                | 0                       | 0                       | 31    | 0     |
| Catania · Italia             | 1.ª           | 2012          | 13    | 1     | —                | —                | —                       | —                       | 13    | 1     |
| Catania · Italia             | Total club    | Total club    | 13    | 1     | 0                | 0                | 0                       | 0                       | 13    | 1     |
| Chievo Verona · Italia       | 1.ª           | 2013          | 7     | 0     | —                | —                | —                       | —                       | 7     | 0     |
| Chievo Verona · Italia       | Total club    | Total club    | 7     | 0     | 0                | 0                | 0                       | 0                       | 7     | 0     |
| Spezia Calcio · Italia       | 2.ª           | 2013-14       | 30    | 1     | 2                | 0                | —                       | —                       | 32    | 1     |
| Spezia Calcio · Italia       | Total club    | Total club    | 30    | 1     | 2                | 0                | 0                       | 0                       | 32    | 1     |
| Cruzeiro · Brasil            | 1.ª           | 2015          | 1     | 0     | —                | —                | 1                       | 0                       | 2     | 0     |
| Cruzeiro · Brasil            | Total club    | Total club    | 1     | 0     | 0                | 0                | 1                       | 0                       | 2     | 0     |
| Vasco da Gama · Brasil       | 1.ª           | 2015          | 1     | 0     | —                | —                | —                       | —                       | 1     | 0     |
| Vasco da Gama · Brasil       | Total club    | Total club    | 1     | 0     | 0                | 0                | 0                       | 0                       | 1     | 0     |
| Unión Española · Chile       | 1.ª           | 2016-17       | 24    | 0     | 2                | 0                | 3                       | 0                       | 29    | 0     |
| Unión Española · Chile       | Total 1ºetapa | Total 1ºetapa | 24    | 0     | 2                | 0                | 3                       | 0                       | 29    | 0     |
| Universidad de Chile · Chile | 1.ª           | 2017          | 10    | 1     | 5                | 0                | —                       | —                       | 15    | 1     |
| Universidad de Chile · Chile | 1.ª           | 2018          | 18    | 1     | 7                | 0                | 3                       | 0                       | 28    | 1     |
| Unión Española · Chile       | 1.ª           | 2019          | 14    | 0     | 3                | 0                | 4                       | 0                       | 21    | 0     |
| Unión Española · Chile       | Total club    | Total club    | 38    | 0     | 5                | 0                | 7                       | 0                       | 50    | 0     |
| Unión La Calera · Chile      | 1.ª           | 2020          | 24    | 0     | —                | —                | 5                       | 0                       | 29    | 0     |
| Unión La Calera · Chile      | Total club    | Total club    | 24    | 0     | 0                | 0                | 5                       | 0                       | 29    | 0     |
| O'Higgins · Chile            | 1.ª           | 2021          | 25    | 0     | 4                | 0                | —                       | —                       | 29    | 0     |
| O'Higgins · Chile            | Total club    | Total club    | 25    | 0     | 4                | 0                | 0                       | 0                       | 29    | 0     |
| Universidad de Chile · Chile | 1.ª           | 2022          | 13    | 0     | 0                | 0                | 0                       | 0                       | 13    | 0     |
| Universidad de Chile · Chile | Total club    | Total club    | 134   | 4     | 13               | 0                | 30                      | 2                       | 177   | 6     |
| Total carrera                | Total carrera | Total carrera | 300   | 6     | 29               | 0                | 43                      | 2                       | 372   | 8     |
| 1. 2. 3. 4.                  |               |               |       |       |                  |                  |                         |                         |       |       |

## Palmarés

### Campeonatos nacionales
| Título           | Equipo               | País  | Año    |
| ---------------- | -------------------- | ----- | ------ |
| Primera División | Universidad de Chile | Chile | 2009-A |
| Primera División | Universidad de Chile | Chile | 2011-A |

### Distinciones individuales
| Distinción                                 | Año       |
| ------------------------------------------ | --------- |
| Parte del equipo ideal de El Gráfico Chile | 2009      |
| Parte del Equipo Ideal de la ANFP          | 2010      |
| Mejor Volante                              | 2011 (A)  |
| Mejor jugador del Spezia Calcio            | 2013-2014 |

### Capitán de Universidad de Chile
| Predecesor: Fernando de Paul | Capitán de Universidad de Chile 2022 | Sucesor: Luis Casanova |